# Neferirkara II
Neferirkara II fue el último faraón menfita de la Dinastía VIII (ac. 2161-2160 a. C.), que transcurre durante el primer periodo intermedio de Egipto.
Tras el hundimiento del Viejo Orden, al final de la Dinastía VI, los nomarcas del Alto Egipto establecieron la hegemonía sobre sus territorios. Neferirkara podría pertenecer a un consejo temporal de mandatarios, constituido en un periodo de dificultades políticas o económicas.
Su nombre se encuentra en la Lista Real de Abidos, se le cita en los Decretos de Coptos, y en los fragmentos del Canon Real de Turín figura un año y medio de reinado.
Fue derrocado por Actoes (Jety I), que dio un golpe de Estado, y se proclamó faraón en la ciudad de Henen-Nesut (Heracleópolis Magna), aunque inicialmente su autoridad solo fue reconocida en las regiones más próximas, comenzando así la dinastía IX.

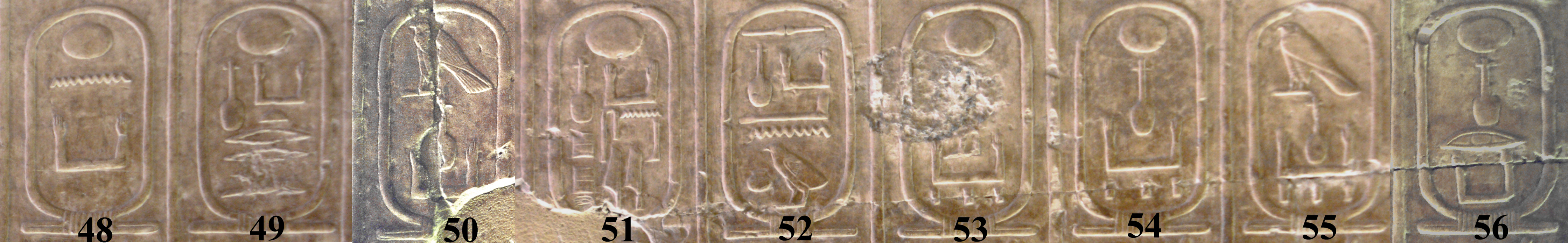
Lista Real de Abidos. Cartucho n.º 56.

## Titulatura
| Titulatura | Jeroglífico | Transliteración (transcripción) - traducción - (referencias) |

| ra | nfr | ir · kA |

| ra | nfr | ir · kA |

| ra | nfr | ir · kA |

| ra | nfr | ir · kA |

| ra | nfr | ir · kA |

| ra | nfr | ir · kA |

| ra | nfr | ir · kA |

| ra | nfr | ir · kA |

| ra | nfr | ir · kA |

| ra | nfr | ir · kA |

| ra | nfr | ir · kA |

| ra | nfr | ir · kA |

| ra | nfr | ir · kA |

| ra | nfr | ir · kA |

| ra | nfr | ir · kA |

| ra | nfr | ir · kA |